# Lucia Bianchetti
Lucia Bianchetti es una deportista italiana que compitió en triatlón. Ganó una medalla de bronce en el Campeonato Mundial de Triatlón de Invierno de 1998.

## Palmarés internacional
| Campeonato Mundial | Campeonato Mundial     | Campeonato Mundial | Campeonato Mundial |
| Año                | Lugar                  | Medalla            | Prueba             |
| ------------------ | ---------------------- | ------------------ | ------------------ |
| 1998               | Les Menuires (Francia) | Medalla de bronce  | Individual         |